# 아레날 화산

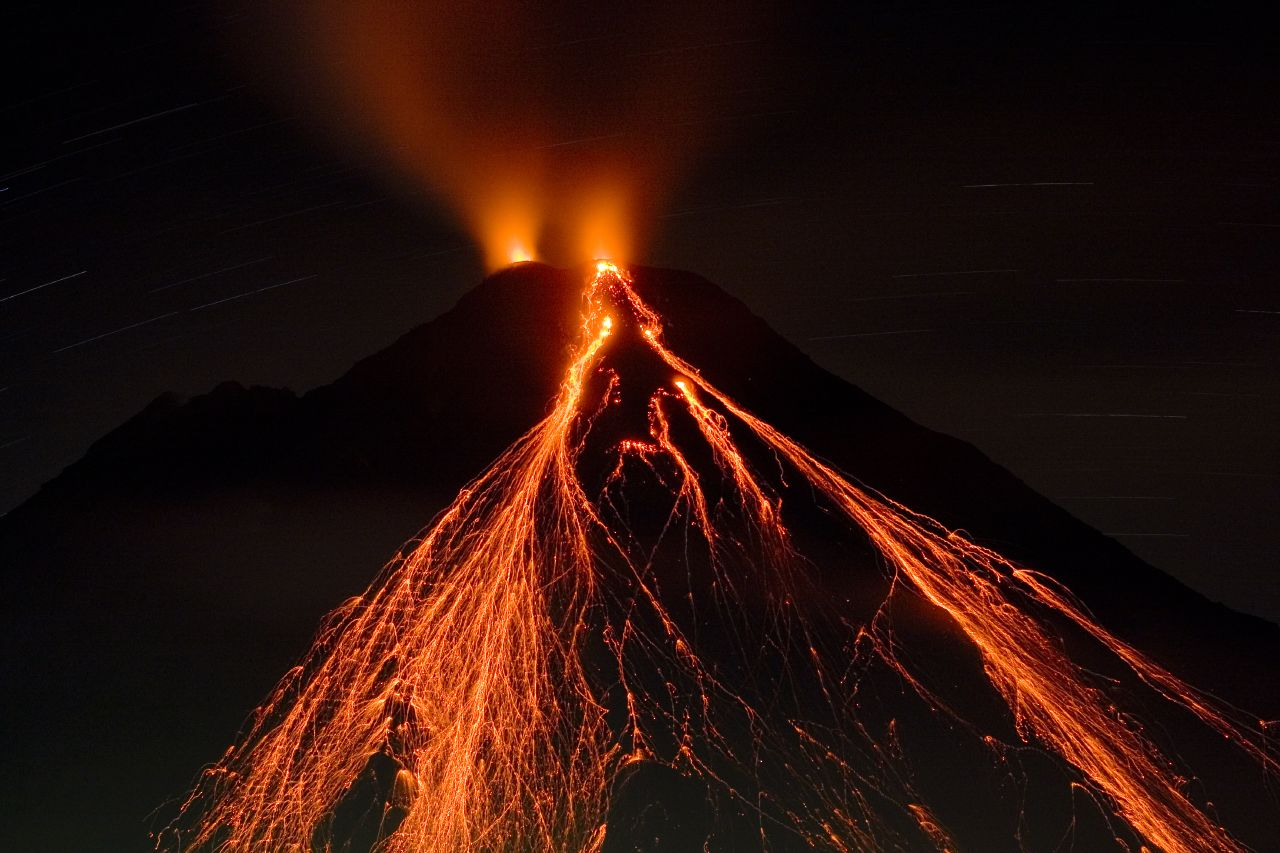
아레날 화산의 분화

아레날 화산(스페인어: Volcán Arenal)은 코스타리카에 있는 성층화산으로, 활화산이다. 이 화산은 마욘 산과 마찬가지로 완벽한 원뿔형을 지니고 있다. 이 화산은 오래전부터 지금까지 활동하고 있는 화산이다. 산 밑에는 아레날 호가 있다. 현재 국립공원으로 지정되었는데, 이름은 아레날 화산 국립공원이다.

## 같이 보기
- 아레날 화산 국립공원